# Lucy Fox

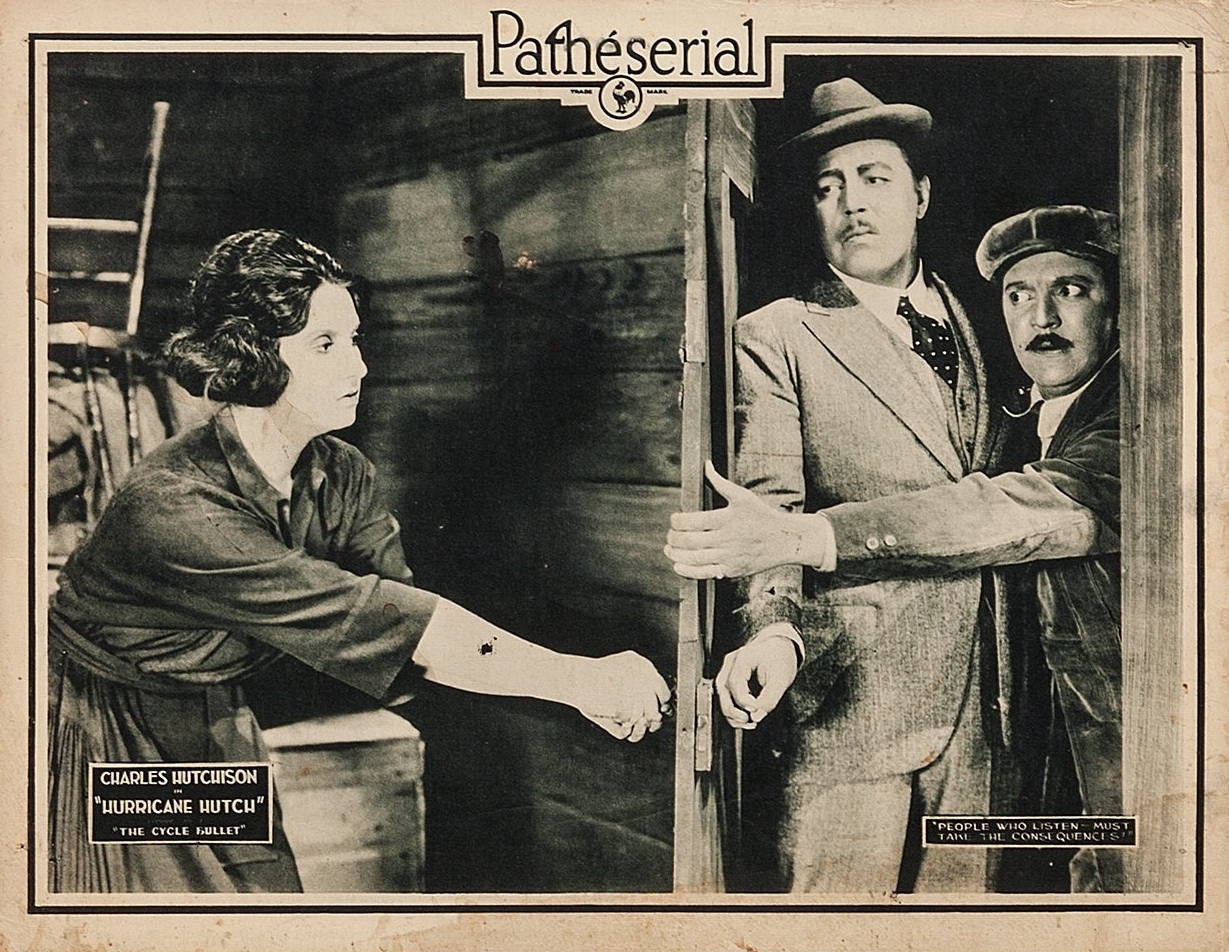
Cena do seriado Hurricane Hutch, 1921.

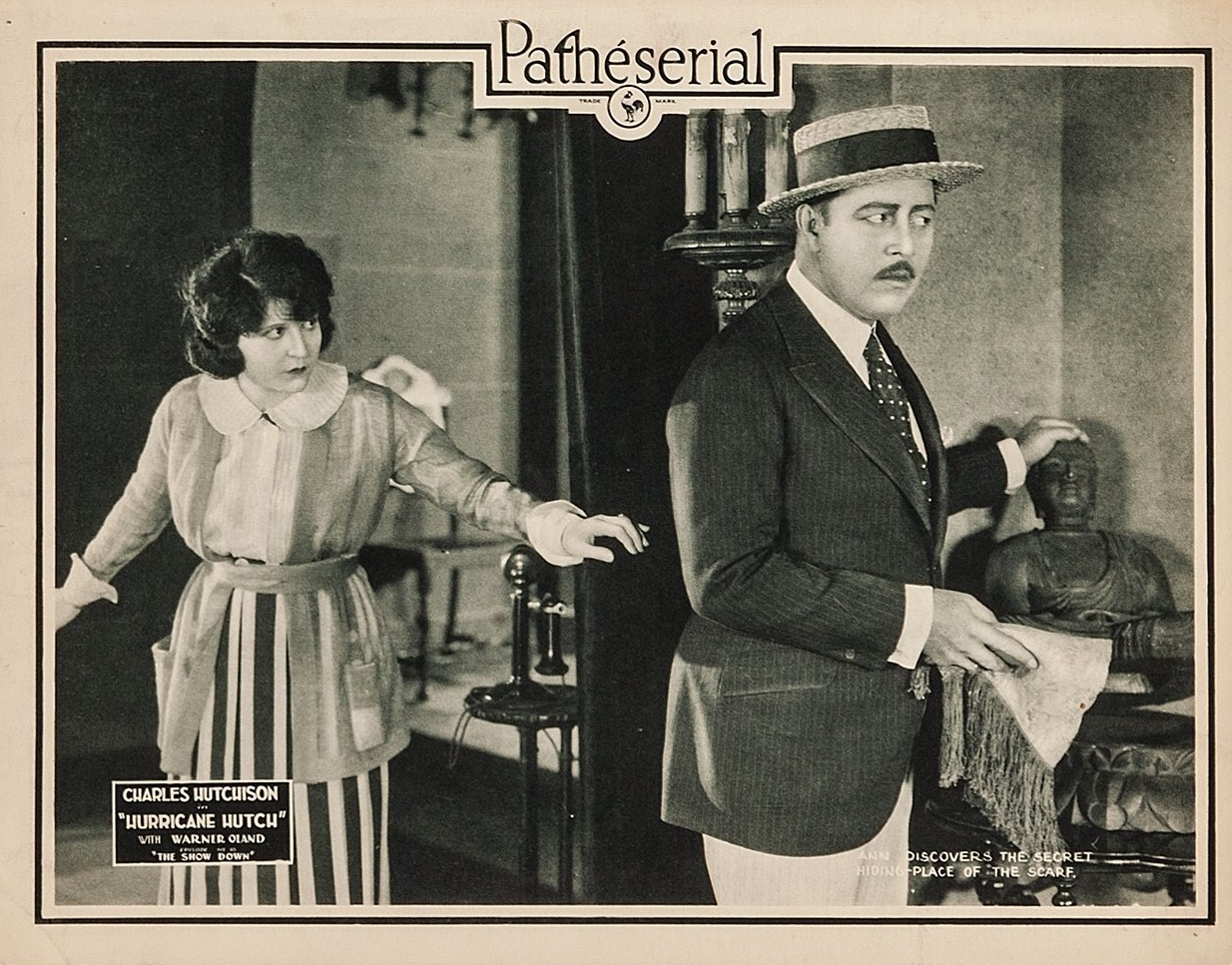
Cena do seriado Hurricane Hutch, 1921.

Lucy Fox (25 de outubro de 1897 - 21 de maio de 1970) foi uma atriz de cinema estadunidense da era do cinema mudo. Atuou em 23 filmes entre 1918 e 1925.

## Biografia
Nasceu em 25 de outubro de 1897, em Nova Iorque e seu primeiro filme foi Just for Tonight, em 1918, pela Goldwyn Pictures. Trabalhou ao lado de atores como Charles Hutchison, Tom Mix e Buck Jones. Fez os seriados Hurricane Hutch (1921) e Speed (1922), ao lado de Charles Hutchison, pela George B. Seitz Productions. Atuou em filmes como Toilers of the Sea (1923), baseado na obra de Victor Hugo, “Os Trabalhadores do Mar”.
Em 1923, casou com Jules Forman, um fabricante de seda de Nova Iorque. Em 1925, Cecil B. DeMille a procurou durante o filme The Golden Bed para um contrato de 5 anos, porém Fox não queria ir para Los Angeles enquanto seu marido estava em Nova Iorque, e se retirou do meio artístico.
Seu último filme foi a comédia Bluebeard's Seven Wives, em 1925, em que interpretava uma das esposas do Barba Azul.

## Filmografia parcial
- Just for Tonight (1918)
- Hurricane Hutch (seriado, 1921)
- Speed (1922)
- Toilers of the Sea (1923)[3]
- Miami (1924)
- Teeth (1924)
- The Trail Rider (1925)[4]
- Bluebeard's Seven Wives (1925)